# 瓦魟
瓦魟（学名：Dasyatis imbricatus）为魟科魟屬的鱼类。分布于印度、印度尼西亚以及南海等海域。该物种的模式产地在Coromandel。